# Список християн у науці і технології
Це динамічний список, і він не зможе задовольнити певні стандарти повноти. Ви можете допомогти, додавши відсутні елементи з надійних джерел.
Це список християн у науці та технології.
Люди, згадані у цьому списку, повинні вважати своє християнство таким, що має відношення до їхньої діяльності чи громадського життя, і які публічно ідентифікували себе як християни.

## До 18 століття
Гільдеґарда Бінгенська (1098–1179), німецька ерудитка, митець, композитор, артистка, письменниця, драматург, лінгвістка, натуралістка, філософ, лікарка, поетеса, політична консультантка,настоятелька монастиря. Вважається основоположницею наукового природознавства в Німеччині
Роберт Гросетест (бл. 1175–1253), єпископ Лінкольнський, був центральним персонажем англійського інтелектуального руху в першій половині 13-го століття і вважається засновником наукової думки в Оксфорді. Цікавився природним світом і писав тексти з математичних наук, оптики, астрономії та геометрії. Стверджував, що експерименти повинні використовуватися для підтвердження теорії, перевірки її наслідків, і зробив значний внесок у розвиток наукового методу.
Альберт Великий (бл. 1193–1280), покровитель вчених у католицизмі. Можливо, був першим, хто виділив миш’як. Він писав, що: «Природнича наука полягає не в підтвердженні того, що сказали інші, а в пошуку причин явищ». Проте він відкидав елементи арістотелізму, які суперечили католицизму, і спирався на свою віру, а також на неоплатонічні ідеї, щоб «збалансувати» «тривожні» арістотелівські елементи.
Жан Бурідан (1300–58), французький філософ і священник. Розробник теорії імпульсу, яка пояснювала рух снарядів і об’єктів у вільному падінні. Ця теорія пізніше витіснена динамікою Галілео Галілея та принципом інерції Ісаака Ньютона.
Ніколя Орезм (бл. 1323–1382), французький єпископ, філософ, теолог, природознавець і математик, один із перших засновників і популяризаторів сучасних наук. Його важливим науковим відкриттям є заломлення світла через атмосферну рефракцію.
Микола Кузанський (1401–1464), німецький теолог, доктор канонічного права, католицький кардинал, філософ, юрист, математик, географ, картограф. Зробив внесок у сферу математики, ввівши поняття нескінченно малого та відносного руху.
Отто Брунфельс (1488–1534), німецький теолог і ботанік. Карл Лінней називав його «батьком ботаніки».
Вільям Тернер (бл. 1508–1568), британський ботанік, орнітолог. Переслідувався та був заарештований за підтримку Реформації.
Ігнаціо Данті (1536–1586), італійський єпископом, математик, астроном та розробник механічних пристроїв.
Джон Непер (1550–1617), шотландський математик, фізик і астроном. Першовідкривач логарифму. Основу натурального логарифму також називають "Неперовим числом". Активно працював над тригонометрією і спрощенням обчислень. Палко підтримував ідеї протестантизму. Своєю найважливішою публікацією вважав «Плейнське відкриття повного одкровення св. Іоанна» (Plaine Discovery of the Whole Revelation of St.John).
Френсіс Бекон (1561–1626), англійський політик і державний діяч. Вважається одним із батьків емпіризму, йому приписують створення індуктивного методу експериментальної науки за допомогою того, що сьогодні називається "Науковим методом". "Знання – це багата комора для слави Творця і полегшення становища людини...", "Невелика кількість філософії схиляє розум людини до атеїзму, але глибина філософії наближає розум людини до релігії..."
Галілео Галілей (1564–1642), італійський астроном, фізик, інженер, філософ і математик епохи Відродження та наукової революції 17 сторіччя. "Прогрес астрономії помножує в наших
душах хвалу Богові..."
Лаврентій Готус (1565–1646), астроном і теолог.
Йоганн Кеплер (1571–1630), німецький філософ, математик, астроном і оптик. Заснував оптику як науку і вдосконалив телескоп-рефрактор. Удосконалив астрономічні теорії Галілео Галілея і Миколи Коперника. Описав спосіб визначення об'ємів тіл, використовуючи елементи інтегрального числення, це дало початок математичному аналізу. Він склав одну з перших таблиць логарифмів. У Кеплера вперше зустрічається термін «середнє арифметичне». "О,  який  щасливий  той,  кому  дано  через  цю  науку  возвишуватись до небес! Там бачить він творчість Божу, яка перевищує все. Дякую Тобі, Господи, за те, що Ти удостоїв мене цієї найбільшої радості: вивчати творіння Твоє... О, який великий наш Бог! Нехай оспівує безперестанно душа моя славу Його!"
П’єр Гассенді (1592–1655), католицький священник, який намагався примирити атомізм із християнством. Опублікував першу дослідження про рух Меркурія та виправив географічні координати Середземного моря.
Антон Марія з Рейти (1597–1660), чеський астроном, оптик і професор богослів'я. Конструктор телескопів і підзорних труб, а також бінокулярного телескопу – попередника бінокля. Увів поняття об'єктива і окуляра. Створив одну із перших мап поверхні Місяця. Присвятив одну із книг з астрономії Ісусу Христу.
Хуан Лобковіц (1606–1682), іспанський монах, церковний діяч, письменник і математик. Працював над комбінаторикою та опублікував астрономічні таблиці. Також писав теологічні праці та проповіді.
Сет Уорд (1617–1689), англіканський єпископ, математик та астроном. Оксвордський професор астрономії. Брав участь у палких дискусіях з відомими вченими щодо методів викладання в університетах.
Блез Паскаль (1623–1662), один із засновників математичного аналізу, теорії ймовірностей, автор основного закону гідростатики, винахідник прототипу комп'ютера - механічного калькулятора, гідравлічного пресу і шприця... Критик атеїзму та захисник віри: цим питанням присвячені його шедевральні твори "Думки", "Листи до провінціала" та інші.
Джон Вілкінс (1614–1672), британський священник і полімат, єпископ, один із засновників Лондонського королівського товариства. Керував коледжами Оксфордського і Кембриджського університетів. Запровадив десяткову систему мір, яка згодом стала основою метричної системи.
Франческо Реді (1626–1697), італійський фізик, лікар, натураліст, біолог і поет. Згадується як «батько сучасної паразитології».
Роберт Бойль (1627–1691), англійський хімік, фізик і філософ, один із засновників Лондонського королівського товариства. Теолог. Стверджував, що вивчення науки може покращити прославлення Бога. Сильний християнський апологет. Вважається однією з найважливіших постатей в історії хімії. „Справжній природодослідник ніде не може проникнути у пізнання таємниць творіння без того, щоб не відчути перст Божий“
Ісаак Барроу (1630–1677) — англійський теолог, вчений і математик. Написав “Тлумачення Символу віри, Господньої молитви, Декалогу і таїнств”,  а також цикли навчальної літератури із математики, геометрії та оптики, які, до речі, рецензувалися Ісааком Ньютоном.
Ніколас Стено (1638–1686), данський анатом і геолог, лікар, католицький єпископ. Вважається піонером як в анатомії та геології. Довів важливість м’язів як органів руху.
Ісаак Ньютон (1643–1727), видатний англійський науковець часів наукової революції, метематик, фізик, природозавець. Творець класичної фізик. Ввів поняття "Нескінченно малих величин". «Гравітація пояснює рух планет, але вона не може пояснити того, що приводить планети в рух. Бог управляє всіма речами й знає все, що є й що можна зробити...»
Григорій Сковорода (1722–1794), український філософ, богослов, поет, педагог. "А хто Христа знає, то не важливо, що він не знає інше. А хто Христа не знає, то не важливо, що він знає інше..."

## 18 століття (1701–1800)
Джон Рей (1627–1705), англійський ботанік, який написав «Мудрість Бога, явлену в роботах творіння» (1691). Уперше запровадив групування рослин на дводольні та однодольні. Використовував поняття «рід» і «вид», дав перше наукове біологічне визначення поняття виду, що в основному збігається зі сучасним.
Антоні ван Левенгук (1632–1723), голландський кальвініст-реформатор. Його як «батька мікробіології». Значно вдосконалив мікроскоп, основоположник наукової мікроскопії, вперше за допомогою свого мікроскопа спостерігав мікроскопічну будову різних форм живих організмів.
Готфрід Лейбніц (1646–1716), провідний німецький філософ, логік, математик, фізик, мовознавець і дипломат. У філософії та теології Лейбніц найбільше відомий своїм оптимізмом, тобто своїм висновком про те, що наш світ є, у кваліфікованому сенсі, найкращим можливим світом, який міг створити Бог.
П’єр Варіньон (1654–1722), французький математик і католицький священник. Науковий інтерес - теоретична механіка (статика), аналіз нескінченно малих та диференціальне чслення, геометрія, гідромеханіка тощо. Ввів поняття "Логарифмічна спіраль". У його книзі «Нова механіка або статика» (фр. Nouvelle mécanique, ou Statique), описана теорія складання і розкладанні сил, моменти сил і правила оперування ними. Ця теорія використовується у підручниках з теоретичної механіки до нашого часу.
Гвідо Гранді (1671–1742), італійський монах, священник, філософ, теолог, математик та інженер.
Стівен Гейлс (1677–1761), англійський фізіолог, хімік і винахідник. Член Товариства християнських знань, місіонер. Довів, що рослини поглинають вуглекислий газ, вперше виміряв кров'яний тиск у тварин, винайшов штучну вентиляційну систему для подачі свіжого повітря у приміщення, розробив апарат для дистиляції морської води, способи збереження м’яса. Досліджував шкоду алкоголю.
Фірмін Абаузіт (1679–1767), бранцузький фізик і теолог. Переклав Новий Заповіт французькою мовою і виправив помилку в «Принципах Ньютона»
Альбрехт фон Галлер (нім. Albrecht von Haller; 1708–1777) — швейцарський анатом, фізіолог, анатом, ботанік та поет. Брав участь у будівництві протестантського храму в Геттінгені, є автором деяких теологічних творів, пізніше використаних філософом Георгом Гегелем.
Леона́рд Ейлер – швейцарський математик та фізик, проповідник і захисник віри. Здійснив важливі відкриття у математичному аналізі та теорія графів. Він велику частину сучасної математичної термінології і позначень, наприклад, числа та позначення p, e, і, S, sin, cos, tg, ctg,  поняття математичної функції тощо. Відомий своїми роботами у механіці, динаміці рідини, оптиці, астрономії та інших прикладних науках. Один з найпрекрасніших висновків про Ейлера, Бога і математику "Ейлер зміг служити Богу своєю математикою".
Антуа́н Лора́н де Лавуазьє́ (фр. Antoine-Laurent de Lavoisier) – французький науковець, один із засновників сучасної хімії. Відомий відкриттям ролі кисню в горінні, розробкою хімічної номенклатури, розробкою попередньої періодичної таблиці елементів і закону збереження маси. Вважався захисником Святого Письма
Ге́рман Бу́ргаве (1668–1789) – видатний голландський лікар, хімік і ботанік. Збірка його релігійних думок про медицину, перекладена з латинської на англійську, була зібрана під назвою Boerhaaveìs Orations. Був ректором університету і започаткував принцип клінічних досліджень у медицині, з метою чого відкрив лікарню, де двічі на тиждень демонстрував хворих учням, щоб навчити їх спостерігати та лікувати хвороби. Лозунгом Бургаве був «Simplex sigillum veri» (укр. «Простота – ознака істини»). Бургаве був вірним християнином і часто згадував Бога у своїх працях, зокрема вважав природу Божим творінням, а також казав, що бідні пацієнти — найкращі, адже за них платить Господь.
Джон Мішелл (1724–1793) – англійський священнослужитель, який запропонував новаторські ідеї в широкому діапазоні наукових галузей, включаючи астрономію, геологію, оптику та гравітацію.
Марія Гаетана Аньєзі (1718–1799) – італійський математик та філософ, призначена на посаду Папою Римським Бенедиктом XIV. Пізніше присвятила своє життя релігієзнавству, благодійності і зрештою стала черницею.
Карл Лінней (1707–1778) – шведський ботанік, лікар і зоолог, «батько сучасної систематики».
Томас Байєс (1701–1761) — британський статистик, пресвітеріанський священник. Відомий теоремою Байєса.

## 20 століття (1901–2000)
Іван Пулюй (1845–1918) – український та австро-угорський фізик та електротехнік, винахідник, організатор науки, публіцист, перекладач Біблії українською мовою, громадський діяч.
Альберт Ейнштейн (1879–1955) – американський, німецький та швейцарський фізик-теоретик, лауреат Нобелівської премії з фізики 1921 року. «Наука без релігії кульгава, релігія без науки сліпа. Справжнього конфлікту між релігією і наукою не може бути»
Макс Планк (1858–1947) – німецький фізик-теоретик, основоположник квантової фізики. Лауреат Нобелівської премії з фізики (1918). Дійсний член Наукового товариства ім. Шевченка у Львові із 1924 року. У березні 1945 року Макс Планк писав своєму другові: «Якщо втіха взагалі існує, то її можна знайти у вічності, і я вважаю, що милістю неба мені з дитинства глибоко вкорінена віра у вічне. Нехай захистить і зміцнить тебе Бог у всьому, що нас чекатиме, доки не настане кінець цього божевілля, у якому всім нам довелося жити».
Ервін Шредінгер (1887–1961) – австрійський фізик-теоретик, один із творців квантової механіки. Лауреат Нобелівської премії з фізики (1933). Більшості відомий завдяки герою свого уявного експерименту – коту. Він приділяв велику увагу філософським аспектам науки, питанням етики та релігії. "У науці головоломку тобі задає ніхто інший, як Господь. Він вигадав саму гру та її правила, які ти можеш не знати повністю. Тобі надається можливість вгадати або визначити на свій страх половину правил, яких бракує. … Результат залежить від того, наскільки кількість істинних правил гри, надовго встановлених Господом, більша за кількість хибних, породжених внаслідок твоєї нездатності пізнати істину; і якщо це співвідношення перевищить межу, головоломка буде вирішена. Схоже, у цьому полягає весь азарт гри".
Вернер Гейзенберг (1901–1976), німецький фізик-теоретик, лауреат Нобелівської премії з фізики в 1932 році "За створення квантової механіки, застосування якої ... призвело до відкриття алотропічних форм водню". 1927 року Гейзенберг сформулював знаменитий принцип невизначеності, названий його ім'ям. "Перший ковток із чаші природознавства породжує атеїзм, але на її дні нас чекає Бог"
Роберт Эндрюс Міллікен (1868–1953), американський фізик. Займався дослідженням властивостей електрона, першим у світі виміряв значення заряду електрона, вивчав явища фотоефекту, ультрафіолетове випромінювання, космічне випромінювання, будову атома. Отримав Нобелівську премію з фізики у 1923 році «За вимірювання заряду електрона та працю в області фотоефекту». "Не можу уявити, що справжній атеїст може бути вченим", «Багато найсильніших учених були людьми глибоко релігійними, про що свідчило їхнє життя: сер Ісаак Ньютон, Майкл Фарадей, Джеймс Клерк Максвелл, Луї Пастер. Вони не просто вірили, а були вірними членами своїх релігійних громад. Адже найважливіше в житті – вірити в моральні та духовні цінності, вірити, що життя має значення і сенс, вірити, що ми кудись ідемо! Навряд би ці вчені стали великими, якби в них не було такої віри", "Релігію і науку я вважаю двома пов'язаними силами, які тягнули і тягнуть людство вперед і вгору"
Артур Леонард Шавлов (1921–1999, примітка стосовно прізвища: батько Артура Шавлова – емігрант із Риги, Латвія), американський фізик, лауреат Нобелівської премії з фізики 1981 року «За внесок у розвиток лазерної спектроскопії». Разом із Чарлзом Таунсом першими запатентували лазер. "... Релігійний контекст стає чудовою основою наукових досліджень. Як сказано в Псалмі 18, «Небеса оповідають славу Божу, і діло рук його проголошує твердь небесна». Наукове дослідження – це акт поклоніння, який відкриває дедалі більше див Божого творіння».
Вільям Генрі Брегг (1862-1942), британський фізик, основоположник рентгеноструктурного аналізу, лауреат Нобелівської премії з фізики у 1915 році за заслуги у дослідженні кристалів за допомогою рентгенівських променів. Зі спогадів дочки Брегга: "Для Брегга релігійна віра означала готовність ризикнути всим заради підтвердження гіпотези про правоту Христа. Ця віра була випробувана експериментом довжиною в життя – експериментом любові"
Гульєльмо Марконі (1874-1937), італійський науковець і винахідник, "Батько радіо", лауреат нобелівської премії з фізики за винайдення системи безпроводного телеграфу. "Я гордо називаю себе християнином. Я вірю не лише як християнин, а також як учений. Бездротовий пристрій несе повідомлення крізь пустелю. У молитві людський дух посилає невидимі хвилі у вічність – хвилі, що досягають своєї мети перед Богом"
Артур Комптон (1892-1962) - американський фізик, лауреат Нобелівської премії з фізики 1927 року. Досліджував рентгенівське випромінювання. Обґрунтував ефект зміни довжини хвилі рентгенівського випромінювання унаслідок розсіяння електронами.  Даний ефект пояснюється переносом енергії від фотона до електрона. Це відкриття підтвердило подвійну природу електромагнітного випромінювання - хвилеву і корпускулярну. За це відкриття Комптон був нагороджений Нобелівською премією, а відкрите явище отримало назву ефекту Комптона. "Багато із власного досвіду знають, що молитва, звернена до нашого Небесного Батька, дає відвагу і сили творити добро для Його дітей", "Порядок всесвіту, що відкривається нам, свідчить про істину найгучнішого висловлювання: «На початку Бог створив…».
Невілл Мотт (1905-1996) - англійський фізик, лауреат Нобелівської премії з фізики 1977 року «За фундаментальні теоретичні дослідження електронної структури магнітних і невпорядкованих систем». У своїх публікаціях також наголошував на важливості віри та молитви, розглядав питаннях поєднання науки та християнської віри, підкреслював, що ні фізика, ні психологія не зможуть пояснити природу людського пізнання.
Ісидор Айзек Рабі (1898-1988) - американський фізик, лауреат Нобелівської премії з фізики 1944 року. Відмовився працювати над створенням атомної бомби, проте деякий час консультував Оппенгеймера. «Фізика наповнила мене безмежною любов'ю і навела на думку про причини. Вона наблизила мене до Бога. Це почуття залишалося зі мною протягом тих років, коли я займався науковою діяльністю. Щоразу, коли хтось зі студентів приходив до мене з науковим проектом, я ставив йому лише одне запитання: «Чи наблизить це вас до Бога?». «Якщо ви займаєтеся фізикою, ви боретеся з чемпіоном... Ваші спроби зрозуміти, як Бог створив світ, подібні до боротьби Якова з ангелом".
Абдус Салам (1926-1996), пакистанський фізик-теоретик, лауреат Нобелівської премії з фізики 1979 року за «внесок у побудову об'єднаної теорії слабких і електромагнітних взаємодій між елементарними частками, у тому числі за передбачення слабких нейтральних струмів» (спільно з Шелдоном Глешоу та Стівеном Вайнбергом).
Артур Шавлов (1921-1999), американський фізик, лауреат Нобелівської премії з фізики 1981 року «за внесок у розвиток лазерної спектроскопії» спільно з Ніколасом Бломбергеном. Артур Шавлов і Чарлз Таунс першими запатентували лазер. "... як сказано в 19-му псалмі Біблії: «Небеса розповідають про Божу славу, а небозвід сповіщає про творіння Його рук». Тож, на мою думку, наукове дослідження – це акт поклоніння, тому що воно розкриває більше чудес Божого Творіння».
Джон Екклс (1903-1997), австралійський нейробіолог, лауреат Нобелівської премії з фізіології та медицини у 1963 році. Розглядав проблему "Матеріалізму, який обіцяє" ("Promissory materialism") і зазначив, що "Чим більше ми науково відкриваємо про мозок, тим чіткіше ми розрізняємо події у мозку і психічні явища і тим дивовижнішими стають психічні явища". "Матеріалізм який обіцяє - це просто марновірство (забобон) догматичних матеріалістів. Він має всі риси месіанського пророцтва, з обіцянкою майбутнього, позбавленого всіх проблем - свого роду нірвани для наших нещасних наступників". "Я думаю, що "Матеріалізм, який обіцяє" досі залишається головною вірою вчених. Але ці обіцянки, що все буде пояснено, навіть інтимні форми людського досвіду з точки зору нервових закінчень… Це проста релігійна віра… забобон, що не ґрунтується на жодних доказах, які взагалі варто розглядати".
Джордж Уолд (1906-1997) - американський вчений у галузі фізіології та медицини. Батько Джоржа мав українське походження. Лауреат Нобелівської премії 1967 року "за відкриття, пов'язані з первинними фізіологічними та хімічними візуальними процесами ока", разом з Рагнаром Гранітом і Голденом Гартлайном. У 1954 році  Джордж Уолд, ще будучи атеїстом, писав: «Коли мова заходить про походження життя, є лише дві можливості: життя або виникло випадково і спонтанно, або  було створено цілеспрямовано надприродним шляхом. Третього варіанту немає. Гіпотезу про випадкове виникнення життя було спростовано 100 років тому, але це спростування веде нас до єдиної іншої можливості – надприродного створення життя. Ми не можемо прийняти цю другу можливість з філософських причин. Тому ми вибираємо віру в неможливе, а саме в те, що життя виникло випадково і спонтанно». У 1980-х  Джордж Уолд докорінно змінив свою думку, і став схилятися до релігійного світогляду.

## 21 століття (2001–2100)
Ігор Юхновський (1925–2024), український фізик-теоретик, громадський та політичний діяч. Доктор фізико-математичних наук, професор, академік НАН України. Створив добре знану у світі Львівську наукову школу статистичної фізики. Розробив оригінальні й потужні методи теоретичних досліджень систем взаємодіяльних частинок: метод колективних змінних та метод зміщень і колективних змінних, які дозволили розв'язати серію принципових проблем фізики конденсованої речовини. Борець за автокефалію православної церкви в Україні. До свого 80-річчя академік Юхновський публічно розповів про свою щиру віру в Творця, релігійні переживання упродовж усього життя.
Чарльз Таунс (1915-2015), американський фізик, засновник науки про лазери, лауреат Нобелівської премії з фізики (1964) за "Фундаментальну працю у області електроніки, яки призвела до створення осциляторів та підсилювачів, які базуються на мазено-лезерному принципі". «Наука, користуючись дослідженнями та логікою, намагається зрозуміти порядок і структуру Всесвіту. Релігія, користуючись богословським натхненням і роздумом, намагається осягнути мету та сенс Всесвіту. Наука та релігія взаємопов'язані. Мета передбачає структуру, а структура повинна певним чином пояснюватися метою. Принаймні я це бачу так. Я фізик. Крім того, я християнин. Намагаючись зрозуміти природу Всесвіту з цих двох позицій, я бачу багато точок дотику науки з релігією. Мені здається логічним, що вони нарешті навіть зіллються»
Арно Пензіас (1933-2024) - американський фізик та астроном німецького походження. Лауреат Нобелівської премії з фізики (спільно з Вілсоном, 1978) за відкриття мікрохвильового фонового випромінювання, яке може підтверджувати теорію про виникнення всесвіту у результаті Великого вибуху. У своїх інтерв'ю та замітках Арно Пензіас вказував на підтвердження порядку і мети існування всесвіту, що вказує на його цілеспрямоване створення.
Ентоні Г'юїш (1924-2021), англійський фізик-радіоастроном. Лауреат Нобелівської премії з фізики 1974 року (спільно з Мартіном Райлом) «за піонерські дослідження в області радіофізики» і «за визначальну роль у відкритті пульсарів». «Я вірю в Бога. На мою думку, абсурдно припускати, що виникнення Всесвіту і наше власне існування є просто космічною випадковістю. Абсурдно думати, що життя виникло завдяки випадковим фізичним процесам у природному середовищі, яке до того ж мало необхідні характеристики. Як християнин, я почав усвідомлювати справжню природу життя завдяки своїй вірі в Творця, природу якого відкрила нам людина, яка народилася 2000 років тому».
Джозеф Маррі (англ. Joseph E. Murray) (1919-2012), американський хірург-трансплантолог, перший пересадив нирку людині. Лауреат Нобелівської премію з медицини в 1990 році разом з Едуардом Томасом «За відкриття, що стосуються трансплантації органів та клітин під час лікування хвороб». Більшість цитат Джозефа Марі щодо віри стосуються заперечення протиріч між наукою та вірою. "Робота є молитвою..., і я починаю кожний ранок, присвячуючи його нашому Творцю. Кожен день для мене є молитвою, і я дуже сильно це відчуваю"

## Сучасники
Іван Климишин, український астроном, доктор фізико-математичних наук, професор Прикарпатського університету імені Василя Стефаника та Івано-франківської Теологічної академії, заслужений  працівник  вищої  школи, відмінник освіти України, член  «Просвіти» та Наукового товариства імені Тараса Шевченка. Науковий інтерес – радіаційна космічна газодинаміка. Автор книги "Вчені знаходять Бога" (2010 рік), у якій систематизовано інформацію про світових та українських вчених-християн.
Вільям Деніел Філліпс (нар. 1948), американський фізик, лауреат Нобелівської премії з фізики в 1997 році "За створення методів охолодження та вловлення атомів лазерним променем".  "На мою думку цілком природно бути звичайним вченим і звичайним християнином. І для багатьох інших вчених, котрих я знаю, людей глибоко віруючих, це теж цілком пририродно" "Думаю, серед нобелівських лауреатів більше віруючих, ніж здається на перший погляд. Але зазвичай люди, незалежно від професії, не вважають за потрібне виставляти напоказ свої релігійні переконання, оскільки це питання глибоко особисте".

## Дивись також
1. ↑  Jöckle, Clemens (2003). Encyclopedia of Saints. Konecky & Konecky. p. 204.
2. ↑  A. C. Crombie, Robert Grosseteste and the Origins of Experimental Science 1100–1700, (Oxford: Clarendon Press, 1971)
3. ↑  Lang, Helen S. (1992). Aristotle's Physics and its medieval varieties. SUNY series in ancient Greek philosophy. Albany: State University of New York Press. ISBN 978-0-7914-1083-7.
4. ↑  Goldstone, Lawrence; Goldstone, Nancy (2005). The friar and the cipher: Roger Bacon and the unsolved mystery of the most unusual manuscript in the world. New York, NY: Broadway Books. ISBN 978-0-7679-1472-7.
5. ↑  Glick, Thomas F.; Livesey, Steven John; Wallis, Faith (2005). Medieval Science, technology and medicine: an encyclopedia. Routledge encyclopedias of the Middle Ages. New York: Routledge. ISBN 978-0-415-96930-7.
6. ↑  Head Office Building - January 1963-January 1965 - View from Rural Bank - 21 October 1963. 24 березня 2023. Процитовано 2 червня 2024.
7. ↑  Mägdefrau †, Karl (2013). Die Krankheiten der Pflanzen. Geschichte der Botanik. Berlin, Heidelberg: Springer Berlin Heidelberg. с. 304—311. ISBN 978-3-642-39399-0.
8. ↑  Supplemental Information 2: Number of original research articles retrieved in the Web of Science search engine, from 2015 to 2019. dx.doi.org. Процитовано 9 червня 2024.
9. ↑  Egnatio Pellegrino Rainaldi Danti.
10. ↑  John Napier. Scottish mathematician. Britannica.
11. ↑  CATHOLIC ENCYCLOPEDIA: Baconian System of Philosophy. www.newadvent.org. Процитовано 9 червня 2024.
12. ↑  Gascoigne, John (2010). "The Religious Thought of Francis Bacon". In Cusack, Carole M.; Hartney, Christopher (eds.). Religion and Retributive Logic. Leiden: Brill. pp. 209–228. ISBN 9789047441151.
13. ↑  Francis Bacon (1625). The Essayes Or Counsels, Ciuill and Morall, of Francis Lo. Verulam, Viscount St. Alban. Iohn Hauiland.
14. 1 2 3 4 5  Іван Климишин (2010). Вчені знаходять Бога. Івано-Франківськ: Видавництво "Нова Зоря".
15. ↑  Блез Паскаль (2009). Думки. Пер. з французької А. Перепаді, О. Хоми. Київ: Дух і літера. ISBN ISBN 966-7888-93-2. {{cite book}}: Перевірте значення |isbn=: недійсний символ (довідка)
16. ↑  Woodall., David L. The Relationship between Science and Scripture in the Thought of Robert Boyle. Science in Christian Perspective.
17. ↑  Robert Boyle. Stanford Encyclopedia of Philosophy.
18. ↑  Tiner, J.H. (1981). Isaac Newton: Inventor, Scientist and Teacher. Milford: Mott Media. ISBN ISBN 0-915134-95-0.. {{cite book}}: Перевірте значення |isbn=: недійсний символ (довідка)
19. ↑  Григорій Сковорода. Повне зібрання творів: У 2-х т. Київ: Наукова думка. 1973.
20. ↑  Stephen Hales English physicist, chemist, physiologist and inventor (1677-1761). 1902 Encyclopedia.
21. ↑  Encyclopædia Britannica Eleventh Edition. Wikipedia (англ.). 4 травня 2024. Процитовано 24 червня 2024.
22. ↑  Hegel, Georg Wilhelm Fredrich (19 серпня 2010). Georg Wilhelm Friedrich Hegel: The Science of Logic. doi:10.1017/9780511780240. Процитовано 3 серпня 2024.
23. ↑  Facebook. www.facebook.com. Процитовано 3 серпня 2024.
24. ↑  Beretta, Marco; Brenni, Paolo (1 червня 2022). The Chemical Laboratories in Paris (1743–1776). The Arsenal of Eighteenth-Century Chemistry. BRILL. с. 5—17. ISBN 978-90-04-51121-7.
25. ↑  Sir Thomas Browne Instituut, Herman; Kegel-Brinkgreve, E.; Luyendijk-Elshout, Antonie M. (1983). Boerhaave's Orations. Publications of the Sir Thomas Browne Institute. Leiden: Published for the Sir Thomas Browne Institute, E.J. Brill : Leiden University Press. ISBN 978-90-04-07043-1.
26. ↑  Schaffer, Simon (1979-02). John Michell and Black Holes. Journal for the History of Astronomy. Т. 10, № 1. с. 42—43. doi:10.1177/002182867901000104. ISSN 0021-8286. Процитовано 3 серпня 2024.
27. ↑  EINSTEIN, ALBERT (1940-11). Science and Religion. Nature. Т. 146, № 3706. с. 605—607. doi:10.1038/146605a0. ISSN 0028-0836. Процитовано 6 серпня 2024.
28. 1 2 3 4 5 6 7 8 9 10 11 12 13 14 15 16 17 18 19  Димитров, Тихомир (2006). 50 Нобелови лауреати и други велики учени за вярата си в Бога (болг.). Варна: Рекламно-издателска агенция “Спектра”. ISBN 978-954-90892-5-7.
29. ↑  ФІЗИКА I ФІЗИКИ В НТШ У ЛЬВОВІ (PDF). Архів оригіналу за 23 жовтня 2020. Процитовано 6 серпня 2024.{{cite web}}:  Обслуговування CS1: bot: Сторінки з посиланнями на джерела, де статус оригінального URL невідомий (посилання)
30. ↑  Heilbron, John L. (1986). The Dilemmas of an Upright Man: Max Planck as Spokesman for German Science. University of California Press.
31. ↑  [0=AZXlOkuzvgagDbVW25MmiZCQKPzL-R61vsrQexlv89IP7ml8tsseRZaLGUzFr-CH5aNT9KMxvPZNVNtjnbPthiyPlZlOzh0qZl1YoWCV-_5cxVbnyxf8gjFg_nEk53YN6ql7XvV6l57116R3QJkyFHw5NbHcr5JQG1p4SfQe6SLE4KEvi1zToLrU-wuJT-8U8t4V-e8WxaaTJWPJYgZqIld0 Макс Планк]. Пишаюсь Ним (ua) .
32. ↑  Moore, Walter John (1990). Schroedinger: Life and Thought. Cambridge: Cambridge University Press.
33. ↑  Millikan, Robert A (1950). The Autobiography of Robert A. Millikan. New York: Prentice-Hall, Inc.
34. ↑  Margenau, Roy, Henry, A. Varghese (1997). Cosmos, Bios, Theos: Scientists Reflect on Science, God, and the Origins of the Universe, Life, and Homo sapiens. 4th ed. Chicago and La Salle, Illinois: Open Court Publishing Company.
35. ↑  Caroe, Gwendolen M. (1979). William Henry Bragg (1862 - 1942): Man and Scientist. Cambridge: University Press.
36. ↑  Popov, Simeon (1992). Why I Believe in God. A textbook. Sofia.
37. ↑  Johnston, Marjorie (1967). The Cosmos of Arthur Holly Compton. Introduction by Vannevar Bush. New York: Alfred A. Knopf, Inc.
38. ↑  Compton, Arthur H. (12 квітня 1936). Chicago Daily News (Magazine Section). Chicago Daily News.
39. ↑  Brian, VanDeMark (2003). Pandora’s Keepers: Nine Men and the Atomic Bomb. Little Brown & Co.
40. 1 2 3 4 5 6  Dimitrov, Tihomir. 50 Nobel laureates and other great scientists who believe in God. nobelists.net.
41. ↑  Great Thoughts Treasury. www.greatthoughtstreasury.com. Процитовано 5 січня 2025.
42. ↑  Абліцов, В. Г. (2007). «Галактика „Україна“. Українська діаспора: видатні постаті». Київ: КИТ.
43. ↑  Wald, George (1954), The Origin of Life, Scientific American, 191(2), pp. 44-53
44. ↑  Townes, Charles H. 2001. “Logic and Uncertainties in Science and Religion,” in Science and the Future of Mankind: Science for Man and Man for Science. (The Proceedings of the Preparatory Session 12-14 November 1999 and the Jubilee Plenary Session 10-13 November 2000). Part II, pp. 296-309.Pontificiae Academiae Scientiarum Scripta Varia 99. Vatican City: The Pontifical Academy of Sciences. Reprinted by permission of Charles H. Townes.
45. ↑  Brian, Denis (1995). The Voice of Genius: Conversations with Nobel Scientists and Other Luminaries. Cambridge, Massachusetts: Perseus Publishing.
46. ↑  Lenger, John (2001). Murray: Surgeon with soul: Nobelist’s memoir mixes science and humanity, Harvard University Gazette, October 4. Cambridge.
47. ↑  Christie James (2002). Religion and Science: Converging Quests. The United Church Observer, January. Toronto, Canada.